# Таблица капитализации
Таблица капитализации (Cap Table) — таблица с анализом информации об основателях стартапа, сотрудниках и инвесторах. Является инструментом внутреннего учета компании, а также средством привлечения потенциальных вкладчиков. Применяемая в документе прозрачная отчетность позволяет отследить распределение прав собственности, процентную долю каждого участника, а также вливания на каждом раунде финансирования. Таким образом, Cap Table показывает общую рыночную стоимость стартапа.

## Содержание таблицы
Таблица капитализации является бухгалтерской книгой учета всей информации о стартапе и общем объеме участвующих в нем акций и ценных бумаг, включая доли каждого участника. Базовые составляющие Cap Table:
1. Полная юридическая информация о компании. Включает в себя: вид деятельности и символ, город, Ф. И. О. основателя, ссылку на официальный сайт, дату IPO, стоимость акции и рыночную стоимость компании.
2. Списки сотрудников с перечислением должностей и долей акций (процентные и количественные). Разделение на основателя компании, совет директоров и штатных сотрудников.
3. Списки инвесторов и доля их акций в капитале фирмы. Дополнительно — долевое участие внутренних сотрудников и сторонних инвесторов в процентном соотношении.
4. Информация о всех типах ценных бумаг. Например, опционах и варрантах с фиксацией их реализации (доступные, исполнение, истечение срока, обнуление при увольнении сотрудника и т. д).
5. Сведения о раундах финансирования. Каждый раунд содержит информацию: порядковый номер, дата, стоимость и количество акций (поштучно и общую) и оценка стоимости. Для инвесторов в раундах особый интерес представляет информация о конвертированном займе и связанных с ним цифрах: сумме скидки при конвертации (Conversion Discount) и потолке оценки конвертации (Conversion Valuation Cap).
6. Объем вливаний и количество проданных ценных бумаг. Сюда же входит общее количество акций — свободных и в обращении.

Более сложные таблицы капитализации содержат в себе информацию о:
- слияниях и поглощениях;
- увольнениях и выходе из долевого участия сотрудников и инвесторов;
- долговых обязательствах и займах;
- эмиссии акций;
- любых транзакциях (в рамках гипотезы);
- вероятных источниках инвестиций.

Для упрощения анализа Cap Table (особенно после нескольких раундов финансирования) практикуется ее разделение на части:
- отдельно по раундам финансирования;
- на внешних и внутренних акционеров;
- на владельцев обычных и привилегированных акций[3].

## Функциональность
Таблица капитализации используется для анализа ряда событий с целью их своевременного моделирования:
1. Расчет рыночной стоимости с учетом манипуляций с капиталом.
2. Размывание доли капитала — процесс, при котором при привлечении инвестиций изменяется стоимость компании, но уменьшается доля одного из акционеров[4].
3. Выпуск опционов для сотрудников или необходимость изготовления новых ценных бумаг.
4. Распределение компенсации между участниками в случае продажи компании с целью предупреждения судебных споров[5]. Каскадный анализ учитывает все варианты сценария ликвидности или ликвидации компании и вероятную прибыль для каждого участника стартапа при различных прогнозах.

Дополнительно таблица является инструментом повышения лояльности инвесторов с целью принятия ими финансового решения. А также служит средством повышения доверия нанимаемых в стартап сотрудников (за счет открытой информации).
В США и некоторых других странах таблица капитализации часто заменяет акции (в рамках процесса «дематериализации» — отмены бумажных сертификатов). Законами большинства штатов США разрешено считать наличие Cap Table формальным юридическим подтверждением владения акциями.

## Сфера применения
Наиболее известное применение таблицы капитализации — на ранних стадиях организации стартапов и прочих предприятий. Использовать Cap Table можно на любом этапе развития стартапа или компании, но следует учесть, что каждый неучтенный раунд финансирования усложняет общую картину и может привести к некорректному расчету рыночной стоимости проекта.
Основные пользователи таблицы:
- предприниматели;
- венчурные капиталисты;
- инвестиционные банкиры.

Пользоваться таблицей капитализации может любая заинтересованная в стартапе сторона, в том числе:
- держатели акций (сотрудники и инвесторы);
- держатели опционов, варрантов или деривативов;
- налоговые организации (актуально для США);
- кредиторы, давшие стартапу конвертируемые займы (при наличии).

## Создание и ведение Cap Table
Создать таблицу капитализации для частной компании с простыми формами расчетов можно по шаблону (воспользовавшись программами Excel или Google Sheets). Стартапам со сложной структурой капитала лучше воспользоваться специальными сервисами с расширенным функционалом: Eqvista, Capshare, Ledgy, Captable.io или Capdesk.
При ведении Cap Table нужно учитывать ряд правил:
- сведения в таблице капитализации должны постоянно обновляться и быть актуальными;
- информация должна быть точной, структурированной и организованной;
- сведения — адаптированы к потребностям бизнеса.

Все показатели рассчитываются по формулам, которые внесены в готовые шаблоны. Заполнение ведется по мере изменения информации (добавления новых раундов финансирования).